# Plutarch (Mondkrater)
Plutarch ist ein Einschlagkrater auf am östlichen Rand der Mondvorderseite, er ist daher wenn überhaupt, dann nur stark verzerrt von der Erde aus sichtbar. Er liegt südlich von Seneca und südöstlich von Hahn.
Der Kraterwall ist terrassiert und das Innere weist einen Zentralberg auf.
| Buchstabe | Position           | Durchmesser | Link |
| --------- | ------------------ | ----------- | ---- |
| C         | 23,15° N, 70,93° O | 13 km       |      |
| D         | 24,36° N, 75,71° O | 16 km       |      |
| F         | 23,49° N, 73,47° O | 14 km       |      |
| G         | 22,94° N, 74,84° O | 16 km       |      |
| H         | 24,31° N, 72,66° O | 12 km       |      |
| K         | 25,04° N, 72,56° O | 15 km       |      |
| L         | 25,86° N, 71,62° O | 9 km        |      |
| M         | 23,74° N, 77,61° O | 12 km       |      |
| N         | 23,79° N, 76,7° O  | 14 km       |      |

Der Krater wurde 1935 von der IAU nach dem griechischen Schriftsteller Plutarch offiziell benannt.